# Samsung Galaxy S Mini
Samsung Galaxy Mini désigne une lignée de smartphones de la série Samsung Galaxy S, et qui existe pour le Samsung Galaxy S III, Samsung Galaxy S4 et Samsung Galaxy S5.

## Historique

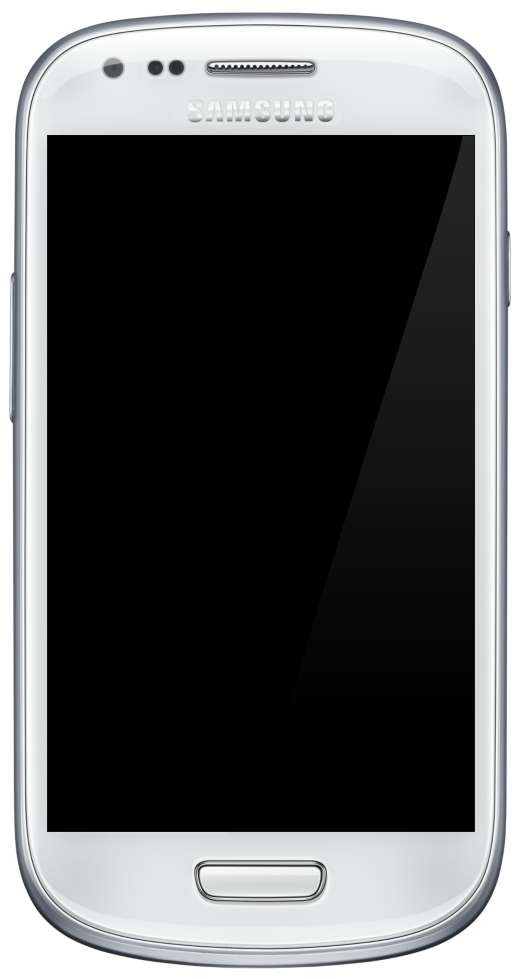
Samsung Galaxy SIII Mini.

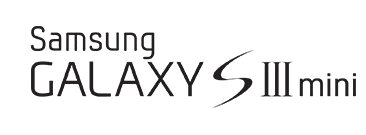
Logo du Samsung Galaxy SIII Mini.

La série Samsung Galaxy S Mini reprend le design et les principales caractéristiques des Samsung Galaxy S, mais avec un format plus compact et des performances légèrement à la baisse.
Les modèles proposés ont été successivement le Samsung Galaxy S III Mini. Ce modèle a été l'objet de critiques pour ses performances réduites, ainsi que pour son prix eu égard de la taille et des performances,. Le Samsung Galaxy S III Mini est le smartphone le plus vendu en France en 2013 selon le cabinet Counterpoint. Il a été remplacé par un modèle similaire, le Samsung Galaxy S4 Mini.
Le dernier modèle de la série est le Samsung Galaxy S5 Mini. Du fait de chiffres de ventes décevants, la série est abandonnée, et remplacée par le Samsung Galaxy A3,.
De même, au fil du temps, la tendance a été aux smartphones plus grands, qui permettent de regarder des vidéos et pendant de longues heures. Ce changement a coïncidé avec une simplification de la gamme de Samsung, avec le lancement des Samsung Galaxy J et Samsung Galaxy A, ce dernier reprenant quelques innovations introduites par le modèle précédent de la série S avec un an de retard.

## Héritage
En 2019, à l'occasion de la sortie du Samsung Galaxy S10, Samsung lance une nouvelle version mini dénommée S10e. Contrairement aux trois modèles de la série S Mini, le S10e ne voit pas ses performances revues à la baisse.